# Coefficiente di trasformazione in rendita
Il coefficiente di trasformazione in rendita o pensione, detto anche coefficiente di trasformazione, nell'ordinamento italiano, ovvero nel campo del sistema pensionistico pubblico, è una grandezza utilizzata per la determinazione dell'importo annuo della pensione di vecchiaia contributiva, quale percentuale del montante contributivo individuale nozionale determinato dai contributi versati. Il c. t. è determinato su base statistica per coorte e varia in base all'età anagrafica al momento del pensionamento in quanto tiene conto della speranza di vita media, incorporando il tasso di crescita del Pil di lungo periodo stimato dell'1,5 per cento.
Il reciproco del coefficiente di trasformazione in rendita o pensione è il numero di annualità, in termini attuariali, in cui il montante contributivo individuale nozionale sarà corrisposto al pensionato o capitalizzato nel caso di previdenza complementare.

## Applicazioni

### Coefficiente di trasformazione in rendita - divisore
- Metodo di calcolo contributivo a capitalizzazione simulata sulla crescita

Nel metodo di calcolo contributivo il coefficiente di trasformazione in rendita serve per calcolare l'importo annuo della pensione di vecchiaia
Pensione di vecchiaia annua = Riserva matematica / coefficiente di trasformazione (divisore)
Es. €18.384 = €322.000 / 17,5
- Metodo di calcolo retributivo

Nel metodo di calcolo retributivo il coefficiente di trasformazione in rendita serve per calcolare l'importo della riserva matematica che l'ente deve accumulare il primo anno in cui eroga la pensione di vecchiaia retributiva, per coprire le obbligazioni future.
Riserva matematica = Pensione di vecchiaia annua * coefficiente di trasformazione (divisore)
Es. €585.000 = €33.401 x 17,5

### Coefficiente di trasformazione
- Metodo di calcolo contributivo a capitalizzazione simulata sulla crescita

Nel metodo di calcolo contributivo il coefficiente di trasformazione serve per calcolare l'importo annuo della pensione di vecchiaia
Pensione di vecchiaia annua = Riserva matematica x coefficiente di trasformazione
Es. €18.384 = €322.000 x 5,70%
- Metodo di calcolo retributivo

Nel metodo di calcolo retributivo il coefficiente di trasformazione serve per calcolare l'importo della riserva matematica che l'ente deve accumulare il primo anno in cui eroga la pensione di vecchiaia retributiva, per coprire le obbligazioni future.
Riserva matematica = Pensione di vecchiaia annua / coefficiente di trasformazione (divisore)
Es. €585.000 = €33.401 / 5,70%

## Tabelle
in vigore dal 1º gennaio 2013
| Età | Divisori | Valori |
| --- | -------- | ------ |
| 57  | 23,236   | 4,304% |
| 58  | 22,647   | 4,416% |
| 59  | 22,053   | 4,535% |
| 60  | 21,457   | 4,661% |
| 61  | 20,852   | 4,796% |
| 62  | 20,242   | 4,940% |
| 63  | 19,629   | 5,094% |
| 64  | 19,014   | 5,259% |
| 65  | 18,398   | 5,435% |
| 66  | 17,782   | 5,624% |
| 67  | 17,163   | 5,826% |
| 68  | 16,541   | 6,046% |
| 69  | 15,917   | 6,283% |
| 70  | 15,288   | 6,541% |

tasso di sconto 1,5%

### Leggi
- Legge 8 agosto 1995, n. 335, in materia di "Riforma del sistema pensionistico obbligatorio e complementare."
- Legge 8 agosto 1995, n. 335, articolo 1, in materia di "Riforma del sistema pensionistico obbligatorio e complementare."
- Decreto interministeriale del 15 maggio 2012 - Min. Lavoro e Politiche Sociali, su def.finanze.it. URL consultato il 3 aprile 2013.

### Pubblicazioni
- Rivista 1/2009, su docs.google.com. URL consultato il 20 marzo 2013.

- Correggere il calcolo dei coefficienti per le pensioni, su previdenzacomplementare, 14 novembre 2014. URL consultato il 14 novembre 2014.